# Ochroconis lascauxensis
Espèce
Ochroconis lascauxensis est une espèce de champignons de la division des Ascomycètes (Ascomycota), décrite officiellement en mai 2012.

## Origine
L'organisme a été obtenu et isolé de la grotte de Lascaux en France, où il était apparu sur les parois de la grotte couverte de peintures rupestres du Paléolithique. Ochroconis anomala, un organisme étroitement lié à Ochroconis lascauxensis y a également été découvert. Les taches noires provoquées par cet organisme ont été observées pour la première fois en 2001 et se propagent si rapidement qu'elles sont considérées comme très préoccupantes depuis 2007.

## « Top 10 » 2012 des nouvelles espèces
Avec son espèce jumelle, Ochroconis lascauxensis a été sélectionnée le 22 mai 2013 par l'Institut international pour l'exploration des espèces, de l'université d'État de l'Arizona, pour faire partie du « Top 10 des nouvelles espèces » décrites en 2012. Les lauréats ont été choisis parmi plus de 140 espèces, elle-même faisant partie des quelque 18 000 espèces découvertes dans l'année. Les deux champignons ont été choisis en raison de leur implication pour la conservation des peintures de la grotte de Lascaux.